# Martin Petráš
Martin Petráš (* 2. listopadu 1979, Bojnice, Československo) je bývalý slovenský fotbalový obránce a reprezentant. Účastník Mistrovství světa 2010 v Jihoafrické republice. Po skončení profesionální hráčské kariéry se stal fotbalovým agentem.

## Klubová kariéra
V létě 2000 přišel ze slovenské ligy do Jablonce, odkud jej v červnu 2002 koupila Sparta Praha. Na jaře 2006 působil ve skotském Heart of Midlothian FC. V červenci 2006 podepsal smlouvu s týmem US Lecce z Itálie. V lednu 2007 odešel na hostování do Trevisa. Poté v Itálii působil v několika týmech v nižších ligách.
V červenci 2013 se domluvil na angažmá s třetiligovým italským týmem USD Calcio Delta Porto Tolle. V letech 2014–2015 hrál v San Marinu za klub SP La Fiorita.

## Reprezentační kariéra

### Mládežnické reprezentace
Martin Petráš působil ve slovenské fotbalové reprezentaci do 21 let. S tímto reprezentačním týmem se zúčastnil v roce 2000 Mistrovství Evropy hráčů do 21 let, které shodou okolností pořádalo Slovensko. Slovenský tým postoupil ze druhého místa základní skupiny (umístil se za Itálií) do boje o bronzové medaile, ty však získal po hubené výhře 1:0 soupeř - fotbalisté Španělska.
Hrál následně i na Letních olympijských hrách 2000 v Sydney, kde Slovensko skončilo v základní skupině D na nepostupovém čtvrtém místě.

### A-mužstvo
V letech 2002–2010 oblékal Petráš dres slovenského seniorského národního týmu.
Debutoval 6. února 2002 v přátelském utkání v Teheránu proti reprezentaci Íránu (výhra 3:2).
Odehrál celkem 39 zápasů a připsal si jeden vstřelený gól (v březnu 2003 proti domácí Makedonii).

#### Mistrovství světa 2010
Na světovém šampionátu 2010 v Jižní Africe se Slovensko dostalo do osmifinále, kde podlehlo pozdějšímu vicemistrovi Nizozemsku 1:2. V základní skupině F v prvním zápase proti Novému Zélandu (15. června 2010, remíza 1:1) nehrál. Nenastoupil ani v utkání proti Paraguay (20. června 2010), které Slovensko prohrálo 0:2. Příležitost ochutnat atmosféru šampionátu dostal až ve třetím zápase proti Itálii (24. června 2010), kdy šel na hřiště v 94. minutě a mohl tak oslavit na hřišti cenné vítězství 3:2, které slovenskému mužstvu zaručilo účast v osmifinále na úkor Itálie a Nového Zélandu. V osmifinále se na hřiště nedostal, Slovensko prohrálo 1:2 a s turnajem se rozloučilo.

### Reprezentační góly a zápasy
Seznam gólů Martina Petráše v A-mužstvu slovenské reprezentace
| Gól | Datum       | Stadion           | Soupeř    | Skóre (min.) | Výsledek | Soutěž                   |
| --- | ----------- | ----------------- | --------- | ------------ | -------- | ------------------------ |
| 010 | 29. 3. 2003 | Skopje, Makedonie | Makedonie | 00:1 0(28.)  | 0:2      | kvalifikace na EURO 2004 |

Zápasy Martina Petráše v A-mužstvu slovenské reprezentace
| Rok    | Zápasy | Góly |
| ------ | ------ | ---- |
| 2002   | 5      | 0    |
| 2003   | 7      | 1    |
| 2004   | 3      | 0    |
| 2005   | 7      | 0    |
| 2006   | 3      | 0    |
| 2007   | 0      | 0    |
| 2008   | 7      | 0    |
| 2009   | 5      | 0    |
| 2010   | 2      | 0    |
| Celkem | 39     | 1    |